# Arzano, Francija
Arzano (bretonsko An Arzhanaou) je naselje in občina v severozahodnem francoskem departmaju Finistère regije Bretanje. Naselje je leta 2008 imelo 1.402 prebivalca.

## Geografija
Kraj leži v pokrajini Vannetais 55 km jugovzhodno od Quimperja.

## Uprava
Arzano je sedež istoimenskega kantona, v katerega so poleg njegove vključene še občine Guilligomarc'h / Gwelegouarc'h, Locunolé / Lokunole in Rédené / Rédené s 5.077 prebivalci.
Kanton Arzano je sestavni del okrožja Quimper.

## Zanimivosti
- ruševine gradu château de La Roche-Moysan,
- dvorec Château de Kerlarec iz 19. stoletja,
- cerkev sv. Lovrenca iz 16. stoletja.

## Pobratena mesta
- Arzano (Kampanija, Italija);